# Kuća Bracanović i kuća uz bunar u Grodi
Kuća Bracanović i kuća uz bunar u Grodi u gradiću Hvaru, ul. Marije Maričić 20 i 22 i ul. Petra Hektorovića 9, zaštićeno kulturno dobro.

## Opis dobra
Na novoformiranoj katastarskoj čestici izgrađene su tri povijesne građevine. Sjeverozapadno je gotičko-renesansna kuća, na adresi Ulica Marije Maričić 20, južno od nje je stambena katnica na adresi Ulica Petra Hektorovića 9, a istočno je gotička građevina Bracanović, na adresi Ulica Marije Maričić 22. Južno od kuća, sve do Ulice Petra Hektorovića danas se nalazi zatvoreno dvorište, čiji je ogradni zid prema jugu zapravo ostatak pročelja nekadašnjih ranosrednjovjekovnih kuća. Predmetne građevine odlikuju se kvalitetnom stilskom plastikom izrađenom u gotičkom i renesansnom slogu, a što je odlika graditeljstva grada Hvara sredinom 15. stoljeća.

## Zaštita
Pod oznakom Z-6863 zaveden je kao nepokretno kulturno dobro - pojedinačno, pravna statusa zaštićena kulturnog dobra, klasificirano kao "stambene građevine".